# Плопіш (Марамуреш)
Плопіш (рум. Plopiș) — село у повіті Марамуреш в Румунії. Входить до складу комуни Шишешть.
Село розташоване на відстані 393 км на північний захід від Бухареста, 16 км на південний схід від Бая-Маре, 91 км на північ від Клуж-Напоки.

## Населення
За даними перепису населення 2002 року у селі проживали 522 особи, з них 520 осіб (99,6%) румунів. Рідною мовою 520 осіб (99,6%) назвали румунську.